# Saltxak Toka
Saltxak Toka (tuvinià: Салчак Калбак-Хөрек оглу Тока)  (Saryg-Sep, 15 de desembre de 1901 - Kizil, 11 de maig de 1973) Saltxak Kalbak-Khorékovitx Toka, rus: Салча́к Калбак-Хоре́кович То́ка, fou un polític tuvinià, i més tard, soviètic. Va ser secretari general del departament de Tuvinian del PCUS del 1944 al 1973; anteriorment, va ser el secretari general del Comitè Central del Partit Revolucionari del Poble de Tuvan i va ser el governant suprem de la República Popular de Tuvan des de 1932 fins a la seva annexió per la Unió Soviètica el 1944.
Salchak Toka va establir estrets contactes amb Iósif Stalin. Després de l'execució de Donduk Kuular el 1932, Salchak Toka es va convertir en governant de Tannu Tuva. Va introduir una ideologia comunista seguint el model soviètic, es va col·lectivitzar l'agricultura nòmada, es va modernitzar el país i es van suprimir les religions tradicionals (budisme tibetà i xamanisme). Es va desenvolupar un culte personal al seu voltant i va rebre nombrosos premis soviètics per les seves obres literàries.